# Alessandro Correa
Alessandro Correia (Aimorés, 5 de julho de 1980), mais conhecido com Sandrinho, é um ex-futebolista brasileiro que atuava como meio-campista.
Estrou em 1998 no Nacional-SP. Em 2000, passou a atuar pelo Monterrey, do México, retornando em 2003 ao Brasil para jogar no Juventude. O clube búlgaro Litex Lovech o contratou em 2005, onde joga atualmente.

## Títulos
Litex Lovech
- Liga Profissional Búlgara de Futebol A: 2009–10, 2010–11[2]
- Copa da Bulgária: 2008, 2009[2]
- Supercopa da Bulgária: 2010–11[2]